# Neißemünde
Neißemünde er en kommune i landkreis Oder-Spree i den tyske delstat Brandenburg.